# František Raboň (ciclista, 1959)
František Raboň (28 de noviembre de 1959) es un deportista checoslovaco que compitió en ciclismo en la modalidad de pista, especialista en la prueba de persecución por equipos. Su hijo František también compite en ciclismo.
Ganó dos medallas de bronce en el Campeonato Mundial de Ciclismo en Pista, en los años 1981 y 1983.

## Medallero internacional
| Campeonato Mundial | Campeonato Mundial    | Campeonato Mundial | Campeonato Mundial          |
| Año                | Lugar                 | Medalla            | Competición                 |
| ------------------ | --------------------- | ------------------ | --------------------------- |
| 1981               | Brno (Checoslovaquia) | Medalla de bronce  | Persecución por equipos (A) |
| 1983               | Zúrich (Suiza)        | Medalla de bronce  | Persecución por equipos (A) |